# گربه و سگ
گربه و سگ (ایتالیایی: Cane e gatto) فیلمی در ژانر کمدی است که در سال ۱۹۸۳ منتشر شد. از بازیگران آن می‌توان به باد اسپنسر، توماس میلیان و مارک لارنس اشاره کرد.